# Francisca Linconao
Francisca del Carmen Linconao Huircapan, també coneguda com la Machi Linconao, (Padre Las Casas, província de Cautín, Araucania, 18 de setembre de 1958) és una autoritat espiritual (machi), defensora dels drets humans i política maputxe xilena. Des de 2021 exerceix la representació del seu poble per la macrozona sud en la Convenció Constitucional xilena.

## Cas Linconao contra Palermo
El 2008 va presentar un recurs de protecció a la Societat Palermo Limitada, de propietat de la família Taladriz, per la tala il·legal d'arbres i arbustos natius dels boscos existents ac les vessants del turó Rahue per a la plantació de pins. Els arbres i arbustos se situaven dins del predi Palermo Chico, confrontant amb la comunitat de Linconao. La tala afectava no només l'ecosistema sinó també un menoko, un aiguamoll considerat sagrat. El 2009 la Cort d'Apel·lacions de Temuco va sentenciar a favor seu, la qual va ser ratificat per la Cort Suprema. Va ser la primera sentència a Xile que va considerar les disposicions de la Convenció 169 de l'OIT sobre pobles indígenes i tribals. La declaració de la cort va ser la següent:
| « | Es dona lloc al Recurs de Protecció interposat a fotges 1 i següents per Francisca Linconao Huircapan, en contra de la Societat Palermo Limitada, representada legalment per Alejandro Eduardo Taladriz Montecinos, pel que fa al recorregut s'abstindrà de realitzar tala d'arbres i arbustos natius dins del perímetre de 400 metres més pròxims als 3 manantials assenyalats en el recurs que es troben en turons existents en el sector. Així mateix, no podrà realitzar talla d'arbres i arbustos sense que comptin amb el pla de maneig aprovat per la CONAF, la qual considera en el seu moment l'impacte de la plantació exòtica substituint el bosc natiu respecte dels manantials al·ludits, per al seu atorgament. | » |
| — | |   |

## Cas Luchsinger-Mackay
El 2013 va ser un dels maputxe vinculats al crim del matrimoni Luchsinger-Mackay, pel que va ser detinguda la tarda del mateix dia de l'incendi en el qual van morir Werner Luchsinger i Vivianne Mackay. Va ser acusada de terrorisme i tinença il·legal d'armes. Suposadament, la policia va trobar una escopeta a casa seva enmig d'un escorcoll al seu domicili. Durant el judici, el funcionari que hauria trobat l'escopeta al seu domicili mai va declarar i no es va poder recordar el seu nom. El tribunal va desestimar els càrrecs, la va absoldre i va ordenar el pagament d'una indemnització al seu favor.
L'1 de març de 2016 va ser empresonada i es va iniciar un nou procés judicial pels mateixos càrrecs. Va iniciar una vaga de fam el 22 de desembre de 2016 després d'estar nou mesos en presó preventiva. Catorze dies després, va desistir de la vaga de fam després que la Cort d'Apel·lacions de Temuco rebaixés la mesura cautelar de presó preventiva a arrest domiciliari.
El 22 d'agost de 2017 l'Observatori per a la Protecció dels Defensors de Drets Humans de l'Organització Mundial Contra la Tortura (OMCT) i la Federació Internacional de Drets Humans (FIDH), i l'Observatori Ciutadà de Xile van manifestar la seva preocupació per utilitzar la Llei Antiterrorista contra ella i deu comuners maputxes.
El Tribunal de Judici Oral del Penal de Temuco la va absoldre el 18 d'octubre de 2017. Després, el 29 de desembre de 2017, la Cort d'Apel·lacions de Temuco va anul·lar aquesta decisió, ordenant la re-obertura del cas. El 10 de maig de 2018 va ser absolta per tercera vegada de tots els càrrecs en contra seu.

## Convenció Constitucional
Al gener de 2021 va reunir les signatures requerides per a presentar-se com a candidata pel Districte 23 de la Regió de l'Araucania a les eleccions convencionals constituents de Xile al Servei Electoral (Servel) de Temuco, com a representant del poble maputxe en els escons reservats per als pobles originaris. Va aconseguir reunir el 20% del total dels patrocinis realitzats a persones que postulen als escons reservats, des d'Arica fins a Punta Arenas.
A l'elecció constituent realitzada a Xile del 15 al 16 de maig de 2021 va obtenir el 7,15% dels sufragis, gràcies als vots de poble maputxe, convertint-se en la candidata amb més vots entre els pobles originaris. D'aquesta manera, seria una de les 7 representants maputxe que tindrà la Convenció Constitucional xilena.